# 线叶紫菀
线叶紫菀（学名：Aster lavanduliifolius）为菊科紫菀属的植物，是中国的特有植物。分布于中国大陆的四川等地，生长于海拔2,000米至2,900米的地区，多生长于亚高山石砾坡地或溪岸，目前尚未由人工引种栽培。